# Schneckenseidenkuckuck
Der Schneckenseidenkuckuck oder Delalande-Seidenkuckuck (Coua delalandei) ist eine ausgestorbene Kuckucksart aus der Gattung der Seidenkuckucke oder Couas. Benannt ist er nach dem französischen Naturforscher Pierre Antoine Delalande.

## Beschreibung

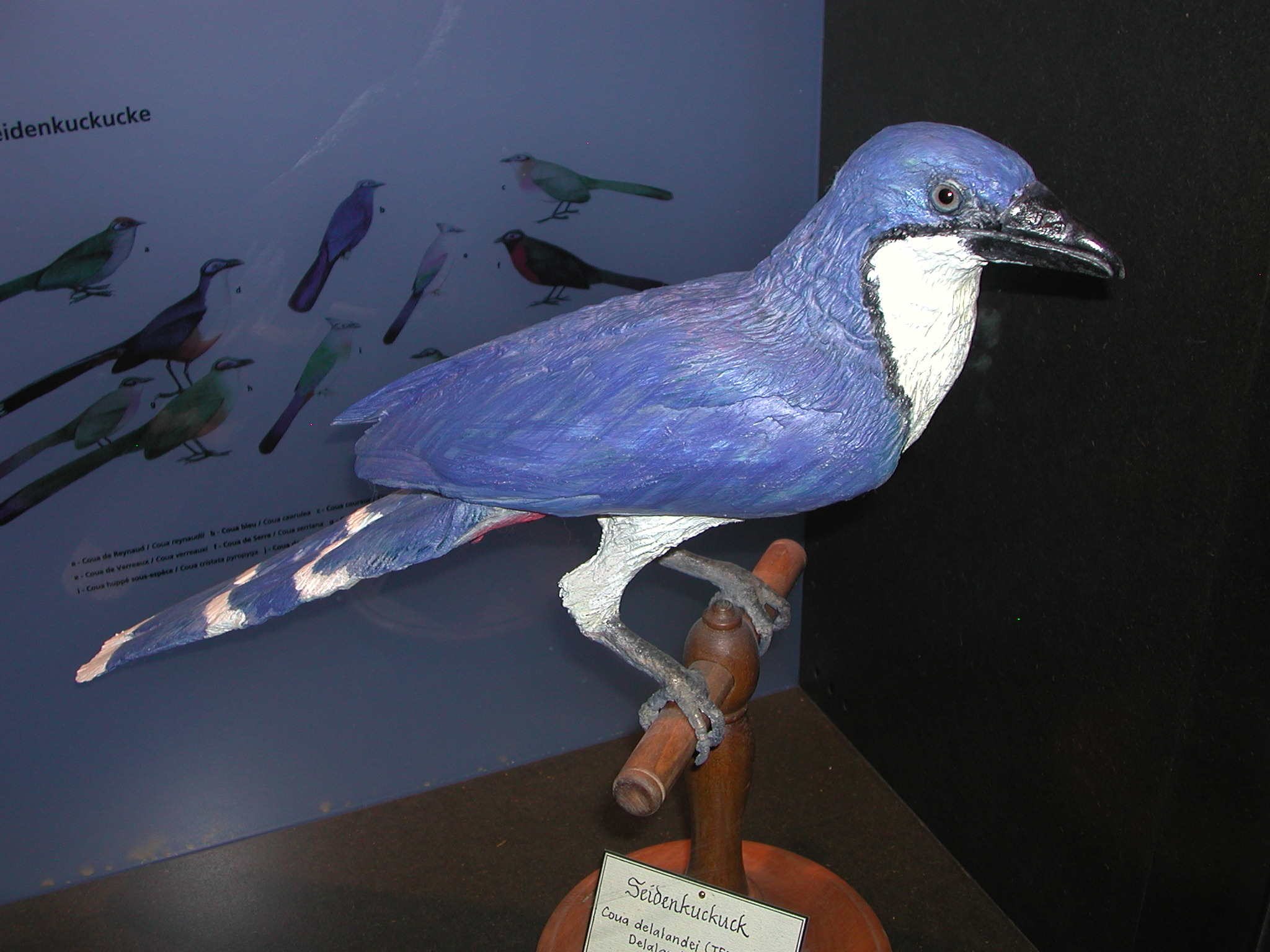
Museumsrekonstruktion

Der Schneckenseidenkuckuck erreichte eine Größe von 56 Zentimetern. Die Flügellänge betrug 217 bis 226 mm. Der Schwanz war mit 256 bis 300 mm sehr lang. Die Oberseite war dunkelblau, die Unterseite weiß und kastanienfarben. Der Kopf war dunkelviolett. Die nackte hellblaue Gesichtshaut war von einem schwarzen Federkranz umgeben. Der Rücken war blau. Der Schwanz war blau mit einem grünlichen Schimmer. Die äußeren Schwanzfedern hatten weiße Spitzen. Die Kehle und die Oberbrust waren weiß, der Bauch kastanienfarben. Schnabel, Beine und Füße waren schwarz. Die Iris war braun. Wie die anderen Arten der Seidenkuckucke war er nicht parasitär.

## Verbreitung und Lebensraum
Der Schneckenseidenkuckuck war endemisch im tropischen Regenwald der Insel Nosy Boraha (fr.: Île Sainte-Marie) nordöstlich von Madagaskar. Auf dem madagassischen Festland selbst wurde er nie nachgewiesen.

## Nahrung
Die Nahrung des Schneckenseidenkuckuck bestand aus Afrikanischen Riesenschnecken der Gattung Achatina. Um das Schneckengehäuse zu öffnen, schlug es der Kuckuck solange mit seinem Schnabel gegen einen Stein, bis es zerbrach.

## Aussterben
Das nachweislich letzte Exemplar des Schneckenseidenkuckucks wurde 1834 von Charles Joseph Rosalie Alphonse Bernier (1802–1858) für das Muséum national d’histoire naturelle in Paris gesammelt. Zerstörung des Lebensraumes und Überjagung sind vermutlich die Hauptgründe für sein Aussterben. Die Kuckucke wurden ihrer begehrten Federn wegen gejagt, indem man sie in Schlingen fing.  Nachdem in den 1920er-Jahren Gerüchte über die weitere Existenz des Delalande-Seidenkuckucks in den Regionen von Fito und Maroantsetra auftauchten, unternahm der französische Zoologe Louis Lavauden 1932 eine Suchaktion, die jedoch fehlschlug. 1937 wurde die Art schließlich auf Vorschlag des Ornithologen Austin Loomer Rand für „ausgestorben“ erklärt. Heute befinden sich 13 ausgestopfte Exemplare in den Museen von London, Paris, Leiden, Liverpool, New York, Cambridge (Massachusetts), Brüssel, Tananarive, Stuttgart und Wien.